# Приближение к будущему
«Приближение к будущему» — советский драматический фильм 1986 года, снятый Суреном Шахбазяном на киностудии имени А. Довженко. Премьера фильма состоялась 12 октября 1987 года.
В основу фильма положены некоторые факты выдающегося советского учёного-кибернетика В. М. Глушкова (1923—1982).

## Сюжет
Руководитель киевского НИИ информатики и академик Сергей Васильевич Лунин разрабатывает систему управления «Единство», обещающую значительные экономические выгоды для СССР, но угрожающую сокращением чиновничьего аппарата. У системы есть противники, которые считают её слишком рискованной. После проблем на Новогорском тракторном заводе, связанных с некомпетентностью сотрудников, Лунин решает выяснить причины сбоев, хотя ему требуется срочная операция по удалению опухоли мозга. На заводе он обнаруживает, что проблемы вызваны халатностью и неправильным использованием системы. Несмотря на своё ухудшающееся состояние здоровья, Лунин решает защитить проект и отказывается от операции, чтобы помочь «Единству» преодолеть трудности.

## Роли исполняют

### В ролях
- Вячеслав Тихонов — Лунин
- Марина Левтова — Саша Крапивина
- Борис Халеев — Протопопов
- Вячеслав Езепов — Ковальский
- Павел Махотин — Верховцев
- Евгения Уралова — Лунина
- Андрей Градов — Виктор Лунин
- Станислав Молганов — помощник Лунина[3]
- Алексей Горбунов — Корнеев
- Александр Мовчан — директор завода
- Геннадий Донягин — Мороз
- Николай Шутько — животновод
- Василий Фущич — начальник цеха
- Юрий Волков — академик Стрельцов
- Сергей Пономаренко — главный инженер

### В эпизодах
- Александр Быструшкин
- А. Волошина
- И. Гусельников
- В. Довгань
- А. Демин
- А. Зоркий
- В. Костюк
- В. Кошелева
- С. Лихогоденко
- Д. Миргородский
- В. Мышкин
- Валерий Наконечный
- Е. Одинцова
- Ольга Реус-Петренко
- Н. Панчик
- Ю. Сагьянц
- К. Козленкова
- Алим Федоринский
- Елена Чекан
- П. Чавельча
- И. Черницкий

## Съёмочная группа
- Авторы сценария: Юрий Щербак, Андрей Дмитриев
- Режиссёр-постановщик: Сурен Шахбазян
- Оператор-постановщик: Александр Шумович
- Художник-постановщик: Виталий Шавель
- Композитор: Валентин Сильвестров
- Звукооператор: Георгий Салов
- Режиссёр: Эмилия Ильенко
- Оператор: Геннадий Контесов
- Художник-декоратор: А. Зарецкий
- Художник по костюмам: Н. Совтус
- Художник-гримёр: Е. Маслова
- Монтажёры: Инна Баснина, Тамара Быкова
- Ассистенты режиссёра: Т. Верещага, Т. Саламаха
- Ассистенты оператора: А. Лактионов, Ю. Муравьёв, С. Сиротский
- Комбинированные съёмки
  - Оператор: Ю. Андреев
- Фотограф: А. Оверченко
- Мастер светотехники: В. Рыльский
- Установщик цвета: Н. Кучаковская
- Главный консультант: Владимир Михалевич
- Консультант: Виктор Шкурба
- Редактор: Инесса Размашкина
- Административная группа: Л. Сербинова, А. Авдеев, И. Рожков
- Директор картины: В. Цыба
- Государственный симфонический оркестр Украинской ССР
  - Дирижёр: Фёдор Глущенко

## Съёмки
Съёмки фильма велись в Днепропетровске.